# 宇文弼
宇文 㢸（宇文弼、うぶん ひつ、546年 - 607年）は、中国の北周から隋にかけての政治家・軍人。字は公輔。本貫は代郡。河南郡洛陽県の出身。

## 経歴
北周の宕州刺史の宇文珍の子として生まれた。北周に仕えて礼部上士となった。鄧至国や黒水・龍涸の諸羌に対する使者として立ち、前後して三十数部を北周に服属させた。帰国すると、「五礼」の修定にあたった。少吏部に累進し、8人の人物を県令に抜擢すると、みなそろって治績を挙げたため、このことからすぐれた人物眼で知られた。内史都上士に転じた。
建徳4年（575年）、武帝が河陽に出兵して北斉に対する攻撃をはかった。宇文㢸は北斉の精鋭の集結した河陽攻撃を避け、汾水の沿岸にとりでを築いて兵を養うよう進言したが、武帝に聞き入れられなかった。建徳5年（576年）、武帝は再び大軍を起こして北斉を攻撃したが、このときは宇文㢸の献策が聞き入れられた。宇文㢸は三輔の豪侠少年数百人を徴募して別隊をつくり、武帝の下で晋州を攻め落とした。身に3カ所の傷を負い、武帝に勇敢を讃えられた。建徳6年（577年）、北周が北斉を滅ぼすと、功績により上儀同の位を受け、武威県公に封じられ、司州総管府司録に任じられた。
宣政元年（578年）6月、宣帝が即位すると、左守廟大夫に転じた。大象元年（579年）、突厥が甘州を攻撃すると、宣帝は侯莫陳昶に迎撃を命じ、宇文㢸はその下で監軍となった。宇文㢸は精鋭の騎兵を選んで祁連山の西に向かわせるよう進言したが、侯莫陳昶は聞き入れなかった。この年、宇文㢸は梁士彦の下で寿陽を攻撃して陥落させた。まもなく安楽県公に改封された。澮州刺史に任じられ、まもなく南司州刺史に転じた。大象2年（580年）、司馬消難が南朝陳に亡命すると、宇文㢸は元景山とともに司馬消難を追ったが追いつけなかった。陳の将軍の樊毅と遭遇し、漳口で戦って勝利した。黄州刺史に任じられ、まもなく南定州刺史に転じた。
隋の開皇元年（581年）、平昌県公に封じられ、尚書右丞となった。ときに西羌が隋に服属してきたため、宇文㢸は現地におもむいて、塩沢・蒲昌の2郡を置いて帰還した。尚書左丞に転じた。開皇3年（583年）、突厥が甘州を攻撃すると、宇文㢸は行軍司馬として元帥竇栄定の下で戦い、突厥軍を撃破した。凱旋すると、太僕少卿に任じられ、吏部侍郎に転じた。開皇9年（589年）、南朝陳を滅ぼす戦いにおいて、楊素が信州道に進出すると、宇文㢸は持節として諸軍の節度にあたり、行軍総管を兼ねた。劉仁恩が陳の将軍の呂仲粛を撃破したのは、宇文㢸の献策があったためであった。開府の位を加えられ、刑部尚書に抜擢され、太子虞候率を兼ねた。文帝が釈奠を執りおこなうにあたって、宇文㢸は博士との論議に加わった。并州長史に任じられて、晋陽に出向した。父が死去したため服喪のために辞職したが、まもなく命により復職させられた。開皇18年（598年）、文帝の高句麗遠征において、元帥漢王府司馬に任じられ、まもなく行軍総管を兼ねた。開皇19年（599年）2月、朔州総管に任じられた。10月、代州総管に転じた。開皇20年（600年）1月、呉州総管となった。総管職を歴任し、有能で知られた。
大業元年（605年）1月、召還されて刑部尚書に任じられ、そのまま持節として河北の巡察を命じられた。帰還すると泉州刺史に任じられた。1年あまりして再び刑部尚書に任じられた。大業3年（607年）4月、礼部尚書に転じた。宇文㢸は声望の高さを煬帝にうとまれた。煬帝の好色を北周の宣帝にたとえた発言があったとされ、また長城建設の労役動員を批判したとされて、この年の7月に弾劾を受けて処刑された。享年は62。当時の人々は宇文㢸の死罪を冤罪とみなした。
宇文㢸の書いた辞賦は二十数万言におよぶとされ、また『尚書』や『孝経』の注釈を書いて当時に通行した。

## 子女
- 宇文僉
- 宇文瑗

## 伝記資料
- 『隋書』巻56 列伝第21
- 『北史』巻75 列伝第63